# Intel 8228

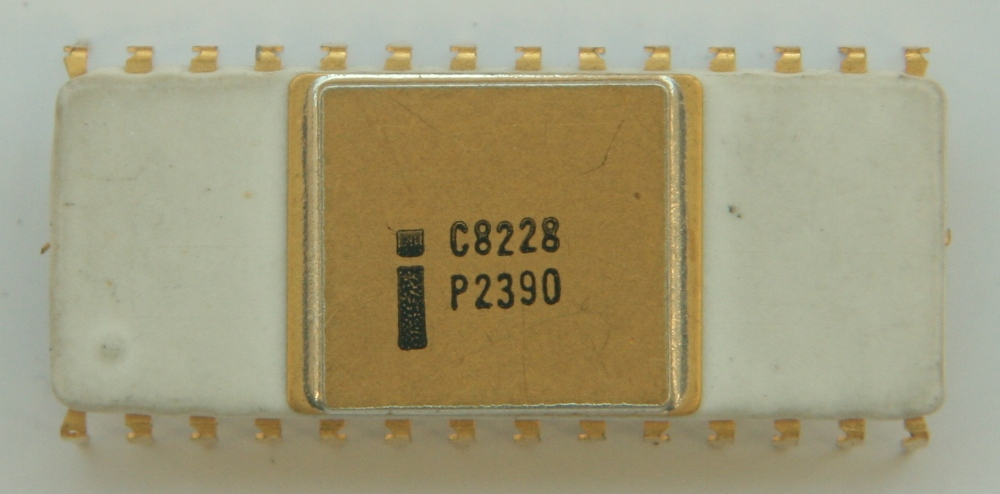
C8228 der Firma Intel

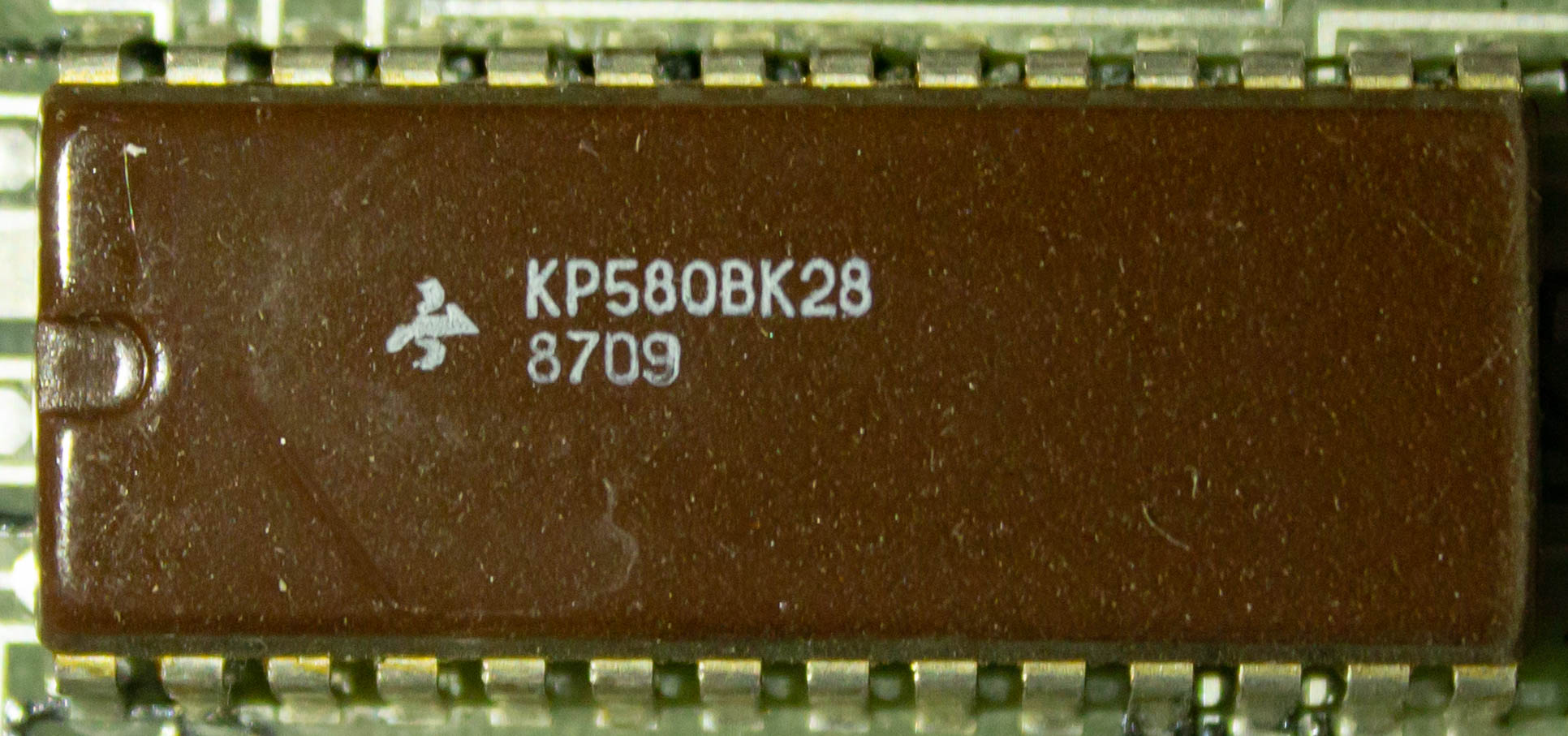
Äquivalenter Schaltkreis KR580WK28 aus sowjetischer Produktion (Hersteller: Gamma Saporischschja; 1987)

Der Intel 8228 ist ein Bus-Controller-Chip, der für den Intel 8080-Prozessor entwickelt wurde. Der Baustein wird im 28-Pin-DIL-Gehäuse geliefert. Er wurde u. a. an NEC und Siemens lizenziert.